# Véronnes
Véronnes est une commune française située dans le département de la Côte-d'Or en région Bourgogne-Franche-Comté. Elle se compose des anciennes communes de Véronnes-les-Grandes et Véronnes-les-Petites, fusionnées en 1972. Les habitants sont appelés Véronnais et Véronnaises.

## Géographie

### Localisation et topographie
Véronnes se situe à proximité de la Haute-Marne (Grand Est, Champagne-Ardenne jusqu'à 2015), à 270 m d'altitude, sur le plateau de Langres. Son territoire est traversé par la rivière Venelle.
Les villes les plus proches sont, au nord, Selongey (6,9 km), Chalindrey (40 km), et Langres (50 km), à l'ouest, Is-sur-Tille (11 km), au sud, Dijon (30 km), et à l'est, Gray (34 km).

### Accessibilité
Véronnes est traversée par les routes D 28 (Courchamp-Dijon), D 28C (Véronnes-Til-Châtel) et D120 (Véronnes-Orville).
L'autoroute A31 (Frontière franco-luxembourgeoise-Beaune) passe à 2,5 km à l'ouest de la commune, desservie par l'échangeur de Til-Châtel.

### Climat
Pour des articles plus généraux, voir Climat de la Bourgogne-Franche-Comté et Climat de la Côte-d'Or.
En 2010, le climat de la commune est de type climat océanique dégradé des plaines du Centre et du Nord, selon une étude du Centre national de la recherche scientifique s'appuyant sur une série de données couvrant la période 1971-2000. En 2020, Météo-France publie une typologie des climats de la France métropolitaine dans laquelle la commune est exposée à un climat océanique altéré et est dans la région climatique  Lorraine, plateau de Langres, Morvan, caractérisée par un hiver rude (1,5 °C), des vents modérés et des brouillards fréquents en automne et hiver. 
Pour la période 1971-2000, la température annuelle moyenne est de 10,2 °C, avec une amplitude thermique annuelle de 17,3 °C. Le cumul annuel moyen de précipitations est de 826 mm, avec 11,8 jours de précipitations en janvier et 8 jours en juillet. Pour la période 1991-2020, la température moyenne annuelle observée sur la station météorologique de Météo-France la plus proche, « Poyans », sur la commune de Poyans à 20 km à vol d'oiseau, est de 11,1 °C et le cumul annuel moyen de précipitations est de 911,8 mm,. Pour l'avenir, les paramètres climatiques de la commune estimés pour 2050 selon différents scénarios d'émission de gaz à effet de serre sont consultables sur un site dédié publié par Météo-France en novembre 2022.

## Urbanisme

### Typologie
Au 1er janvier 2024, Véronnes est catégorisée commune rurale à habitat dispersé, selon la nouvelle grille communale de densité à 7 niveaux définie par l'Insee en 2022.
Elle est située hors unité urbaine. Par ailleurs la commune fait partie de l'aire d'attraction de Dijon, dont elle est une commune de la couronne,. Cette aire, qui regroupe 333 communes, est catégorisée dans les aires de 200 000 à moins de 700 000 habitants,.

### Occupation des sols
L'occupation des sols de la commune, telle qu'elle ressort de la base de données européenne d’occupation biophysique des sols Corine Land Cover (CLC), est marquée par l'importance des territoires agricoles (74,6 % en 2018), une proportion sensiblement équivalente à celle de 1990 (75,3 %). La répartition détaillée en 2018 est la suivante : 
terres arables (73,1 %), forêts (19,6 %), zones urbanisées (3,8 %), espaces verts artificialisés, non agricoles (2 %), prairies (1,2 %), zones agricoles hétérogènes (0,3 %). L'évolution de l’occupation des sols de la commune et de ses infrastructures peut être observée sur les différentes représentations cartographiques du territoire : la carte de Cassini (XVIIIe siècle), la carte d'état-major (1820-1866) et les cartes ou photos aériennes de l'IGN pour la période actuelle (1950 à aujourd'hui).

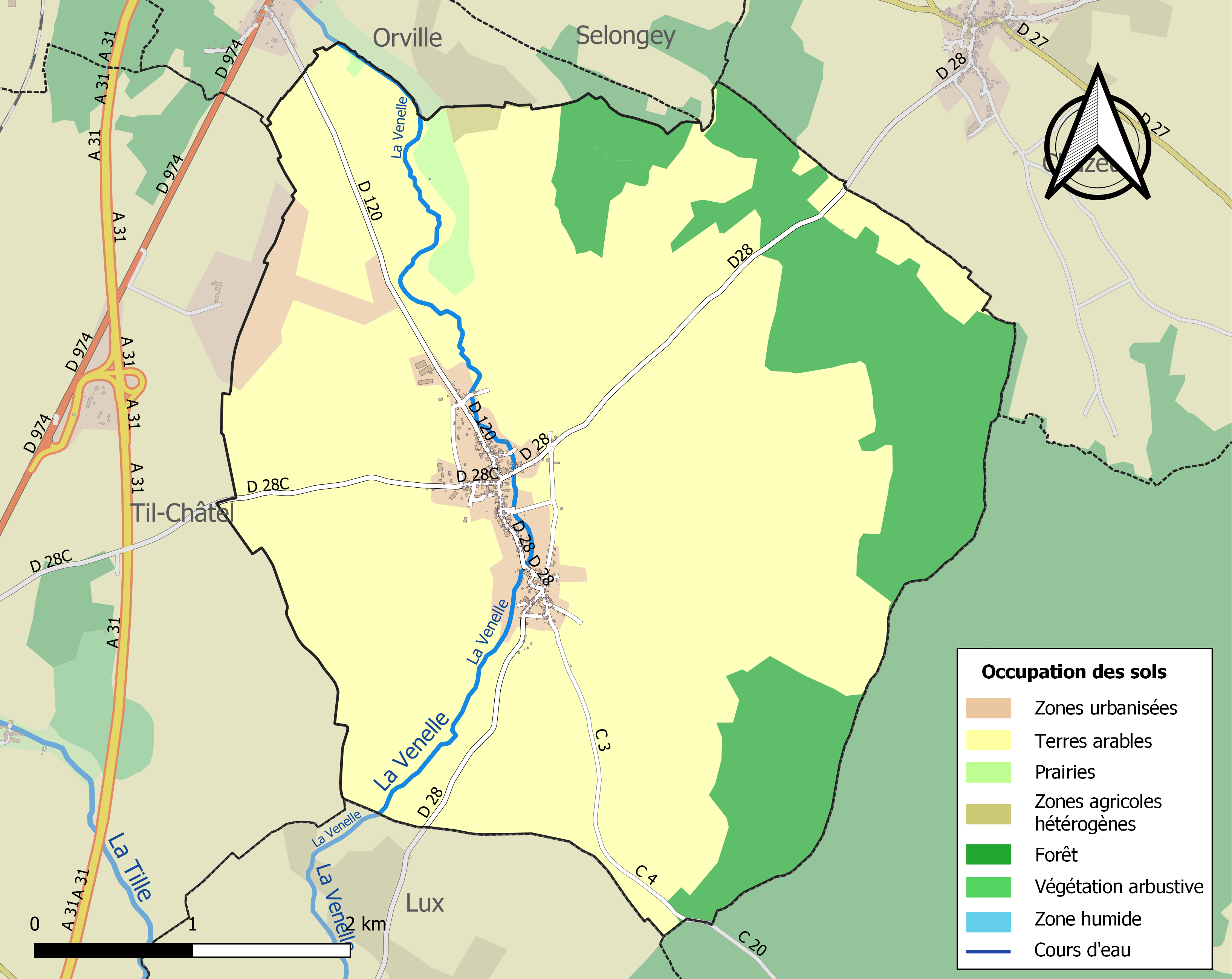
Carte des infrastructures et de l'occupation des sols de la commune en 2018 (CLC).

## Histoire

### Origines, étymologie et toponymie
Les origines de Véronnes demeurent méconnues. Cependant, les substructions, les fibules, les lampes, les ossements calcinés et les quatorze squelettes, mis au jour par les archéologues au lieu-dit Grand-Châtelet, attestent de son existence à l'époque romaine.

Les plus vieilles traces écrites connues faisant mention des deux Véronnes, sont deux chartes de l'abbaye Saint-Pierre de Bèze, respectivement datées de 630 et de 830.
L'étymologie de Véronnes, renverrait à la racine celtique Ver, signifiant « alluvion ». Latinisé en Verona, ce toponyme serait donc dû à la géologie de la commune, terrasse alluviale de la Venelle. 
Selon les époques et les écritures, le village de Véronnes-les-Grandes s'est appelé Vandovera, Vendobrensis, Verona, Veronae Magnae, Magnae Veronae, Verones, Varonnes, Varannes davant Trichastel, Varannez les Granz, Varonnes les Granz, Veroignes, Varennes, Varennes les Granz, les Grandes Varennes, Véronne, Vérones les Grandes, les Grandes Véronnes, Les Grandes Véronnes dites paroisse Saint-Caisard, Les Grandes Véronnes dittes Saint-Ceisard, ou encore les Verronnes. 

De son côté, celui de Véronnes-les-Petites s'est appelé Verona, Varona, Parva Varona, Varonae Parvae, Varonnez les Petites, les Petites Varannes, Varennes les Petites, les Petites Varennes, les Petites Véron(n)es, Véron(n)es les Petites, Les Petittes Véronnes ditte paroisse Saint-Maurice, ou encore Saint-Maurice tout court (du nom du saint-patron du village).

### Époque médiévale et moderne
Jusqu'à la fin XVe siècle, la partie de Véronnes-les-Grandes, sur la rive droite de la Venelle, se situe dans le duché de Bourgogne, tandis que la partie située sur la rive gauche appartient, avec Véronnes-les-Petites, au comté de Champagne.
En revanche, au niveau ecclésiastique,  les deux paroisses, la première sous le vocable de Saint Hilaire, et la seconde de Saint-Maurice, dépendent du doyenné de Bèze, et du diocèse de Langres, puis, après 1731, de celui de Dijon.
Les terres véronnaises de Champagne entrent dans le domaine royal en 1284, par le mariage de la comtesse Jeanne et du roi Philippe le Bel. Ils y abolissent le servage en 1294.

Quant à la partie bourguignonne, elle appartient à la famille de Bessey, sires de Til-Châtel, jusqu'en 1512, puis à la famille Tabourot jusqu'à la fin du XVIIe siècle, avant d'échoir à la famille de Saulx, comtes de Tavannes, qui cèdent la partie domaniale en 1726, et vendent la partie patrimoniale en 1738 à Jean Espiard de Vernot, sire de Venarey.

### Époque contemporaine
1972 : Accords de fusion des deux Véronnes. Cependant les deux localités gardent leur indépendance administrative et il faudra attendre la fin du siècle pour que la fusion devienne officielle et effective

## Politique et administration
| Période                                  | Période   | Identité        | Étiquette | Qualité                       |
| ---------------------------------------- | --------- | --------------- | --------- | ----------------------------- |
| 1970                                     | 1972      | Étienne Briotet |           | Maire de Véronnes-les-Grandes |
| 1970                                     | 1972      | L. Maillot      |           | Maire de Véronnes-les-Petites |
|                                          |           | Gérard Salagnac |           |                               |
| mars 1989                                | mars 2008 | Bénigne Legros  |           |                               |
| mars 2008                                | en cours  | Joël Mazué      |           |                               |
| Les données manquantes sont à compléter. |           |                 |           |                               |

## Démographie
L'évolution du nombre d'habitants est connue à travers les recensements de la population effectués dans la commune depuis 1793. Pour les communes de moins de 10 000 habitants, une enquête de recensement portant sur toute la population est réalisée tous les cinq ans, les populations de référence des années intermédiaires étant quant à elles estimées par interpolation ou extrapolation. Pour la commune, le premier recensement exhaustif entrant dans le cadre du nouveau dispositif a été réalisé en 2004.

En 2022, la commune comptait 402 habitants, en évolution de +1,77 % par rapport à 2016 (Côte-d'Or : +0,82 %, France hors Mayotte : +2,11 %).
| 1793 | 1800 | 1806 | 1821 | 1836 | 1841 | 1846 | 1851 | 1856 |
| ---- | ---- | ---- | ---- | ---- | ---- | ---- | ---- | ---- |
| 334  | 357  | 352  | 339  | 389  | 368  | 355  | 391  | 331  |

| 1861 | 1866 | 1872 | 1876 | 1881 | 1886 | 1891 | 1896 | 1901 |
| ---- | ---- | ---- | ---- | ---- | ---- | ---- | ---- | ---- |
| 363  | 356  | 336  | 327  | 321  | 316  | 321  | 303  | 302  |

| 1906 | 1911 | 1921 | 1926 | 1931 | 1936 | 1946 | 1954 | 1962 |
| ---- | ---- | ---- | ---- | ---- | ---- | ---- | ---- | ---- |
| 287  | 282  | 250  | 247  | 256  | 238  | 231  | 224  | 235  |

| 1968 | 1975 | 1982 | 1990 | 1999 | 2004 | 2006 | 2009 | 2014 |
| ---- | ---- | ---- | ---- | ---- | ---- | ---- | ---- | ---- |
| 229  | 329  | 295  | 316  | 343  | 365  | 362  | 390  | 390  |

| 2019 | 2022 | - | - | - | - | - | - | - |
| ---- | ---- | - | - | - | - | - | - | - |
| 399  | 402  | - | - | - | - | - | - | - |

## Lieux et monuments
- Château de Véronnes-les-Grandes, propriété privée.
- Église Saint Hilaire (XIIIe siècle), à Véronnes-les-Grandes[14].
- Église Saint-Maurice (XIIIe siècle), à Véronnes-les-Petites[14].

## Personnalités liées à la commune
- Jeanne Ire de Navarre, comtesse de Champagne, et reine de France ; abolit le servage en 1294 à Véronnes-les-Petites.
- Famille de Bessey, seigneurs de Véronnes et de Til-Châtel.
- Famille Tabourot, seigneurs de Véronnes, dont Pierre, maire de Dijon de 1532 à 1533.
- Famille de Saulx-Tavannes, seigneurs de Véronnes.